# Escopoletina
Escopoletina, também conhecida pelos sinónimos ácido crisotrópico, ácido gelsemínico e metilesculetina, é uma cumarina presente nas raízes de diversas espécies de plantas, entre as quais as do género Scopolia, como Scopolia carniolica ou Scopolia japonica, de onde deriva o nome. Encontra-se também em  vinagre, alguns whiskies e em tisanas.